# Carl Adloff (Tischtennisfunktionär)
Carl Adloff (auch Karl Adloff) (* 15. März 1896; † Januar 1981) war ein deutscher Tischtennisfunktionär. Nach dem Wiederaufbau des Tischtennissports im Verband Niedersachsen war er von 1951 bis 1952 Präsident des Westdeutschen Verbands sowie von 1958 bis 1961 der fünfte Präsident des Deutschen Tischtennis-Bundes.

## Leben
In seiner Jugend war Adloff ein aktiver Hockeyspieler. Daneben galt sein Interesse dem Tischtennis. Insbesondere nach dem Zweiten Weltkrieg machte er sich um den Wiederaufbau des deutschen Tischtennissports verdient. Er gehörte 1947 zu den Gründern des Tischtennis-Verbandes Niedersachsen und übernahm das Amt des Schatzmeisters. 1950 wechselte er zum Westdeutschen Tischtennis-Verband WTTV und wurde dort ein Jahr später 1. Vorsitzender. Als er 1952 abgewählt wurde, ernannte man ihn zum Vorsitzenden des Ältestenrates und wählte ihn zum 2. Vizepräsidenten des DTTB.
Nach dem Tode von Karl-Heinz Eckardt, dem 4. Präsidenten des DTTB, wurde Adloff am 2. Februar 1958 in Neumünster als dessen Nachfolger gewählt, als er sich in der außerordentlichen Bundesversammlung mit 59:44 Stimmen bei 26 Enthaltungen gegen den Gegenkandidaten Kurt Entholt durchsetzte. Dieses Amt hatte er bis 8. Juli 1961 inne, dann kandidierte er nicht mehr. Sein Nachfolger wurde Kurt Entholt. Während seiner Amtszeit veranstaltete der DTTB die Weltmeisterschaften 1959 in Dortmund. Zudem wurde eine neue Satzung erarbeitet und in der Beiratssitzung am 8. Juli 1961 beschlossen.
Ab Mitte 1958 arbeitete Adloff im ITTF-Vorstand mit.
1957 erhielt Adloff vom WTTV die Ehrennadel in Silber. Am 28. Juni 1967 verlieh ihm in Braunschweig der Tischtennis-Verband Niedersachsen die Ehrenmitgliedschaft.

## Privat
Adloff war Kaufmann, zuletzt selbständig. Er war verheiratet und lebte zuletzt in Breibach.